# 王双全
王双全（1963年7月—），男，汉族，四川大邑人，中华人民共和国政治人物。西南政法大学毕业。现任浙江省政协党组成员。曾任司法部副部长，浙江省副省长兼公安厅厅长，中共湖南省委常委、省纪委书记、省监委主任。

## 生平
王双全曾长期在西藏工作，历任西藏自治区高级人民法院刑事审判庭书记员、审判员、经济庭副庭长、办公室副主任、办公室主任、副院长、常务副院长（正厅级）。2005年，任中共西藏自治区党委政法委常务副书记（正厅级）、自治区维稳办第一副主任。2010年，任中共西藏自治区党委政法委秘书长。2012年，任西藏自治区公安厅党组副书记、常务副厅长（正厅级）。后调任自治区人民检察院党组副书记、常务副检察长（正厅级）。2015年5月，任西藏自治区人民政府副主席、中共西藏自治区党委政法委副书记。
2015年11月，任中共中央政法委员会副秘书长。2017年3月3日，任中华人民共和国司法部副部长、政治部主任、党组成员。2018年1月，任浙江省人民政府副省长兼公安厅厅长。2021年5月任中共湖南省委常委、省纪委书记，省监委主任，至2025年5月卸任。2025年6月，重返浙江，出任浙江省政协党组成员。